# Kenianisch-portugiesische Beziehungen
Die kenianisch-portugiesischen Beziehungen beschreiben das zwischenstaatliche Verhältnis zwischen Kenia (port.: Quénia) und Portugal. Die Länder unterhalten seit 1977 direkte diplomatische Beziehungen.
Die Beziehungen sind gut, wenn auch vergleichsweise schwach ausgeprägt. Historisch ist die portugiesische Präsenz nach der Ankunft der Portugiesischer Seefahrer im 16. Jahrhundert zu nennen, die hier auf ihrem Seeweg nach Indien Stützpunkte errichteten.
Im Jahr 2014 waren 782 Bürger in den portugiesischen Konsulaten in Kenia gemeldet. Im Jahr 2015 waren 64 Staatsbürger Kenias in Portugal gemeldet, davon die meisten im Distrikt Lissabon (32) und im Distrikt Bragança (11).

## Geschichte

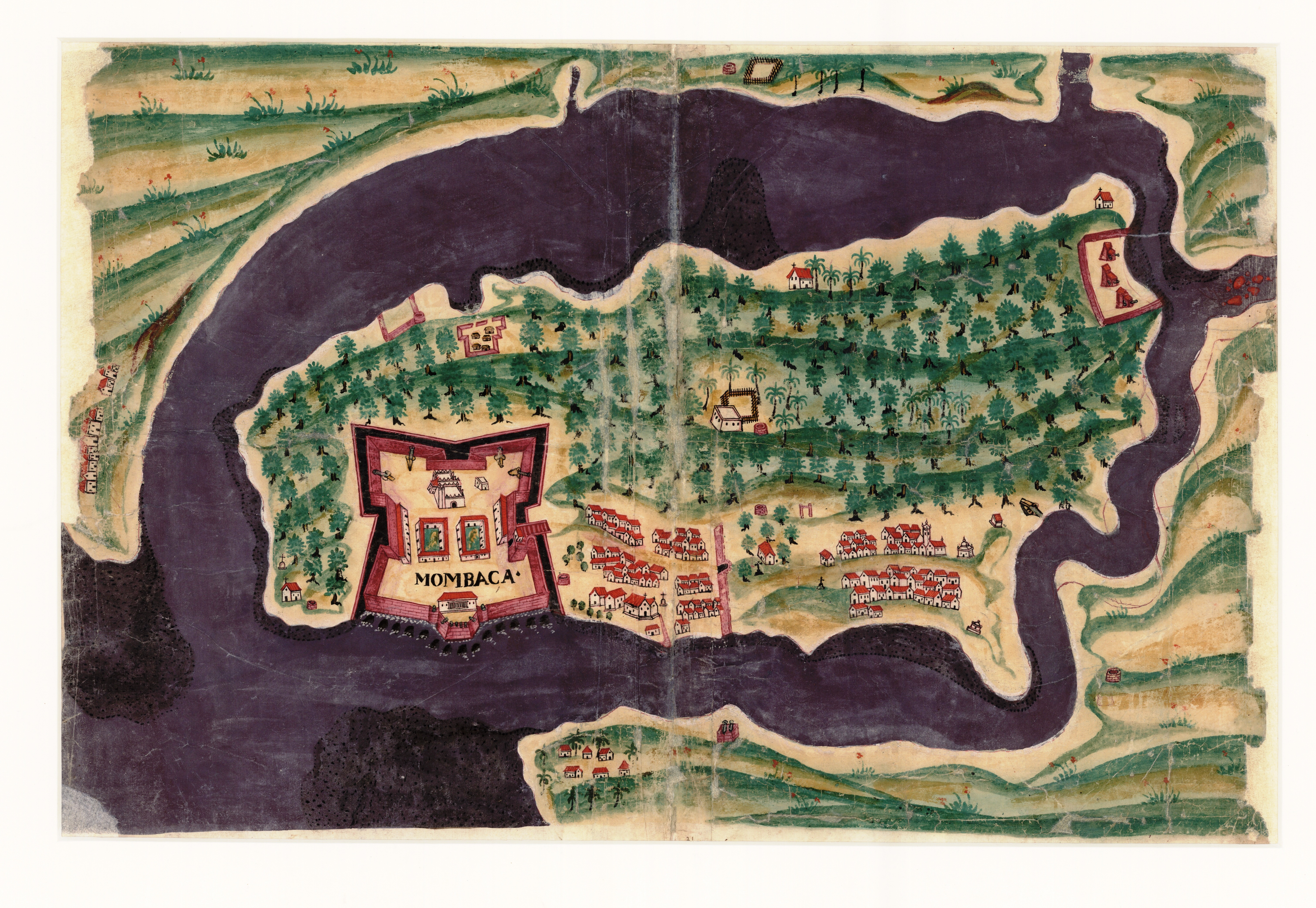
Portugals Fort Jesus in Mombasa, portugiesische Karte von 1635

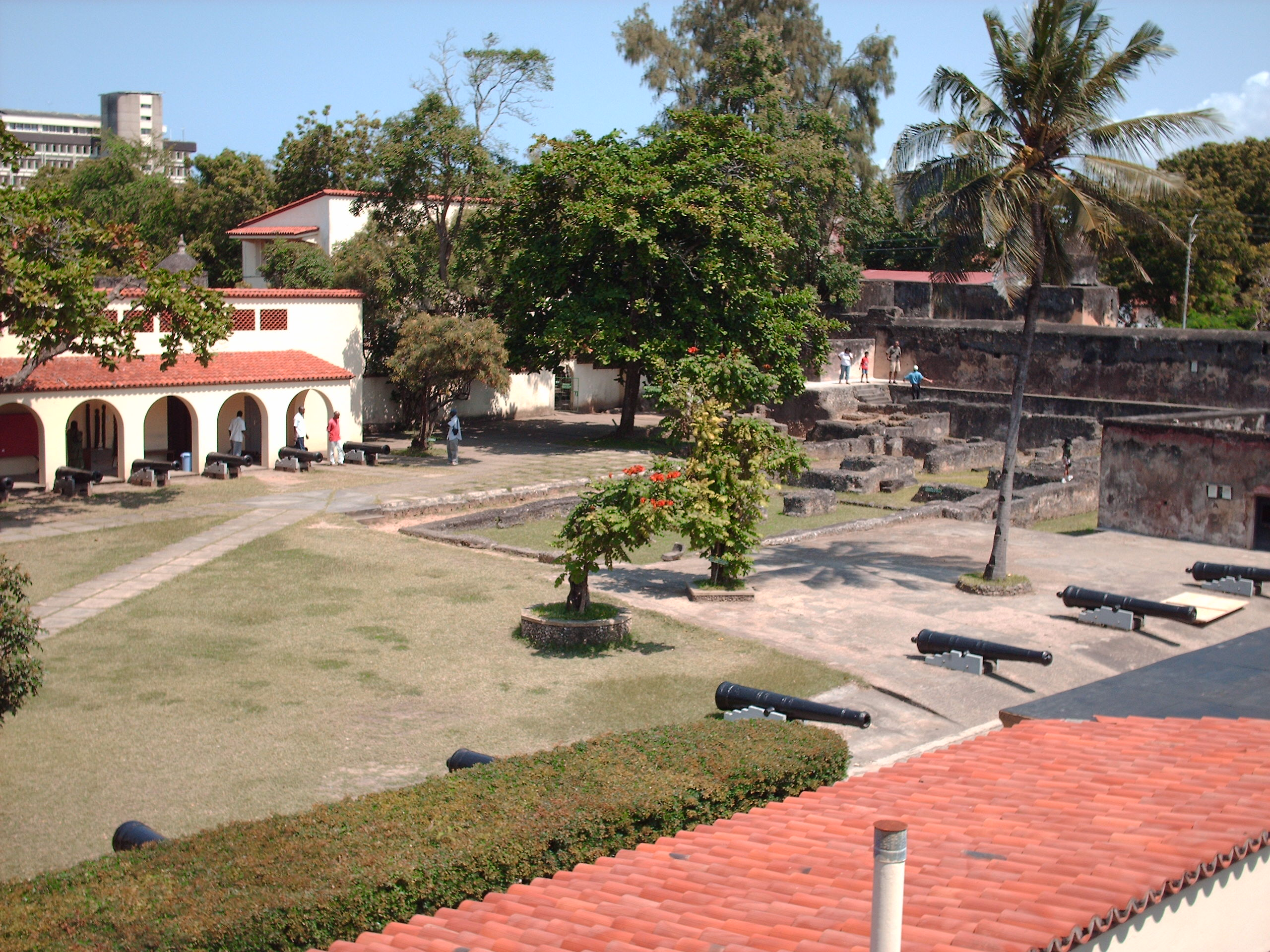
Im Fort Jesus, seit 2011
UNESCO-Welterbe

Das heutige Kenia war Teil der Swahili-Gesellschaft, als der portugiesische Entdecker Vasco da Gama am 7. April 1498 Mombasa erreichte. Gegen den Widerstand der lokalen arabischen Händler segelte er weiter nach Malindi, wo er weniger Widerstand erfuhr und mehr Unterstützung bekam und schließlich Indien erreichte.
Ab Ende des 16. Jahrhunderts errichteten die Portugiesen Handelsstützpunkte an der Küste des heutigen Kenias, insbesondere ihre 1593 gebaute Festung Fort Jesus in Mombasa ist zu nennen. Mombasa blieb ein Stützpunkt des portugiesischen Indienhandels, bis 1698 die Omanis unter der Yaruba-Dynastie nun auch diesen Teil Ostafrikas eroberte.
Im Laufe des 19. Jahrhunderts wurde Kenia britische Kolonie, während Portugiesisch-Ostafrika (das heutige Mosambik) als einziger portugiesischer Besitz an der Ostküste des afrikanischen Kontinents verblieb.
Kenia wurde 1963 von Großbritannien unabhängig. Freundschaftliche Beziehungen zu Portugal entwickelten sich jedoch erst nach dem Ende des kolonialen Estado Novo-Regimes durch die linksgerichtete Nelkenrevolution in Portugal 1974. Die neue portugiesische Regierung beendete danach die Portugiesischen Kolonialkriege, entließ seine bisherigen Kolonien 1975 in die Unabhängigkeit und richtete seine internationalen Beziehungen neu aus.
Am 10. Januar 1977 nahmen Kenia und Portugal direkte diplomatische Beziehungen auf. Als erster Vertreter Portugals in der neu eröffneten portugiesischen Botschaft in Nairobi akkreditierte sich am 23. September 1982 Afonso de Castro Pereira e Vasconcelos.
2011 nahm die UNESCO das Fort Jesus in die Liste des Weltkulturerbes auf.
Im Zuge von Sparmaßnahmen nach der Eurokrise schloss Portugal 2012 seine Botschaft in Kenia wieder, seither ist der portugiesische Botschafter in der äthiopischen Hauptstadt Addis Abeba für Kenia zuständig.

## Diplomatie
Portugal unterhält seit 2012 keine eigene Botschaft mehr in Kenia, das Land gehört seither zum Amtsbezirk der portugiesischen Botschaft in Äthiopien. 
In Mombasa und Nairobi bestehen zwei portugiesische Honorarkonsulate.
Kenia führt ebenfalls keine eigene Botschaft in Portugal, seine Vertretung in Paris ist für Portugal zuständig. Auch kenianische Konsulate bestehen in Portugal nicht.

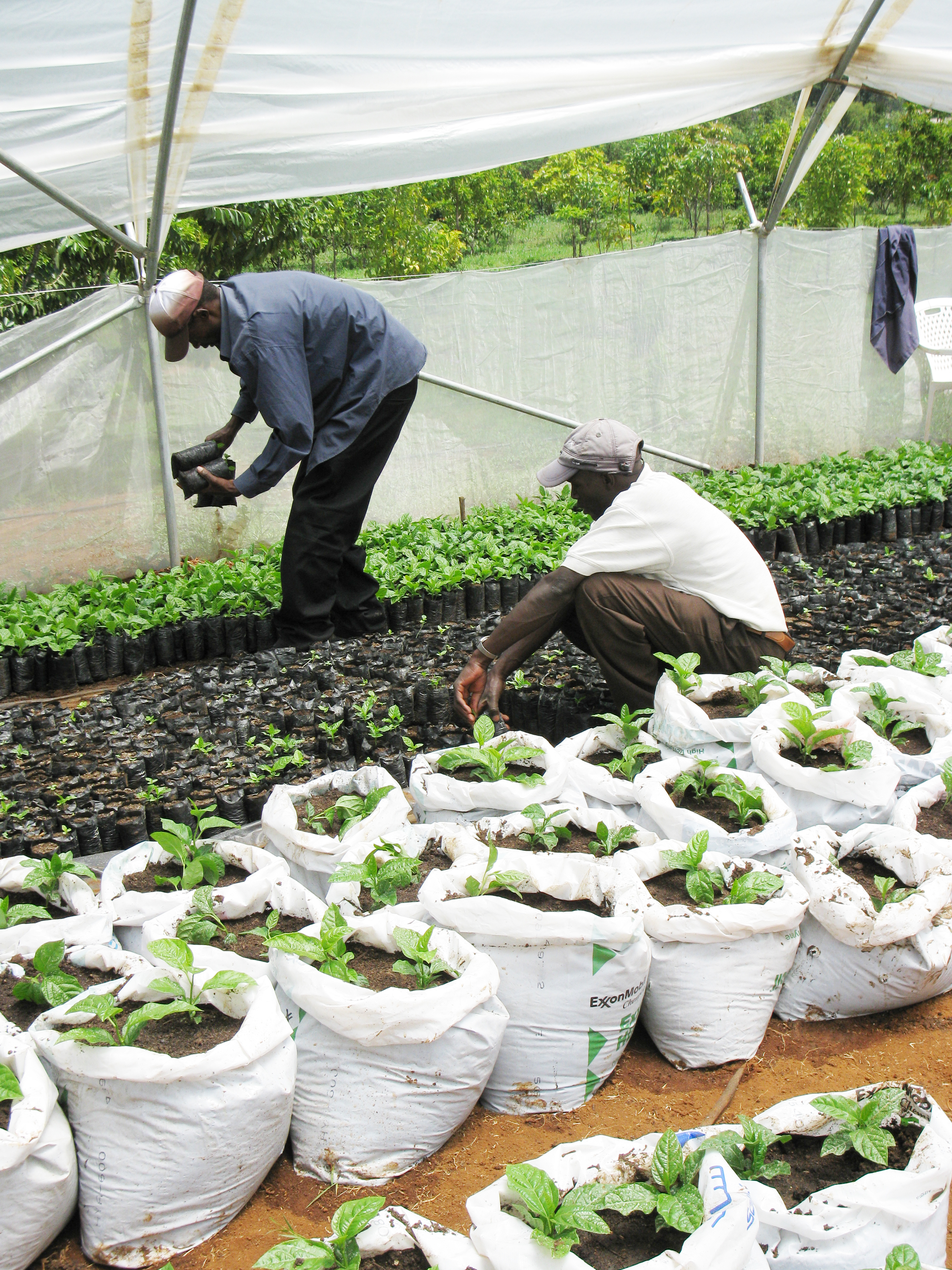
Landwirtschaftsprojekt in Eldoret: Obst und Gemüse sind die Hauptexportprodukte Kenias nach Portugal

## Wirtschaft
Die portugiesische Außenhandelskammer AICEP unterhält keine Niederlassung in Kenia, zuständig ist das AICEP-Büro in der äthiopischen Hauptstadt Addis Abeba.
Im Jahr 2016 exportierte Portugal Waren im Wert von 20,898 Mio. Euro nach Kenia (2015: 10,891 Mio.; 2014: 9,845 Mio.; 2013: 8,647 Mio.; 2012: 7,932 Mio.), davon 54,6 % Maschinen und Geräte, 11,7 % Fahrzeuge und Fahrzeugteile, 10,3 % Textilien, 7,0 % Papier und Zellulose und 4,0 % Treibstoffe.
Im gleichen Zeitraum lieferte Kenia Waren im Wert von 5,641 Mio. Euro an Portugal (2015: 4,962 Mio.; 2014: 4,486 Mio.; 2013: 4,367 Mio.; 2012: 3,717 Mio.), davon 52,6 % Lebensmittel, 39,9 % landwirtschaftliche Erzeugnisse, 3,7 % Textilien und 0,6 % chemisch-pharmazeutische Produkte.
Damit stand Kenia für den portugiesischen Außenhandel 2016 an 79. Stelle als Abnehmer und an 110. Stelle als Lieferant, im kenianischen Außenhandel rangierte Portugal 2015 an 57. Stelle sowohl als Abnehmer als auch als Lieferant.

## Sport

### Leichtathletik

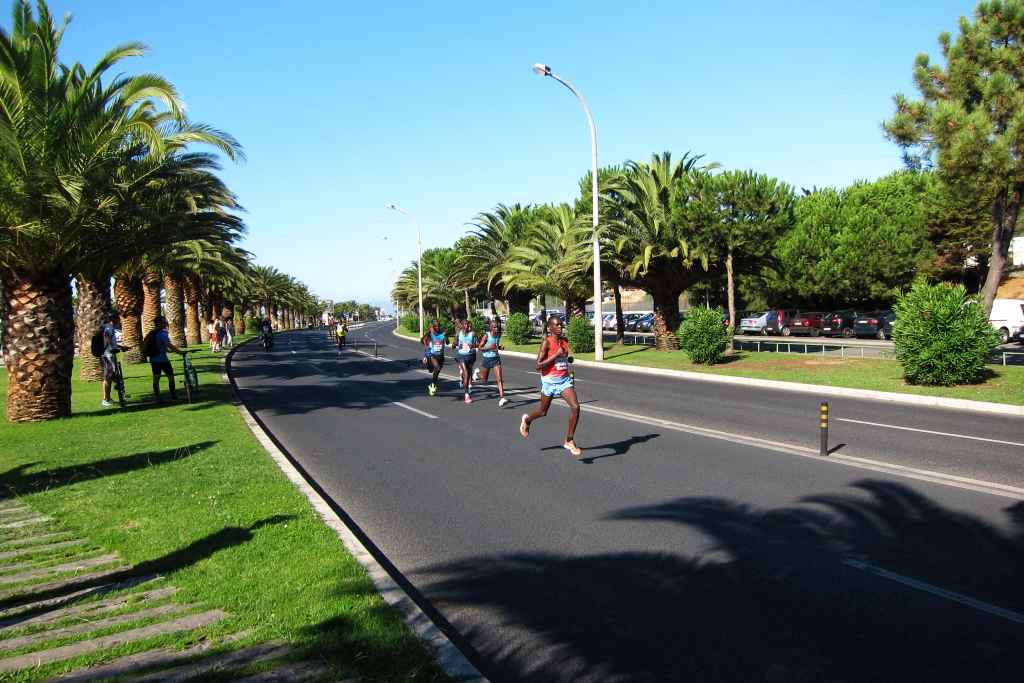
Paul Kipchumba Lonyangata auf dem Weg zu seinem Sieg beim Lissabon-Marathon 2013

Die international erfolgreichen Laufsportler aus Kenia waren auch bei Veranstaltungen  in Portugal häufig siegreich.
So gewannen beim jährlichen Lissabon-Marathon oft kenianische Athleten. 2016 etwa kam der Sieger sowohl bei den Frauen als auch den Männern aus Kenia. Auch die Streckenrekorde halten Kenianer, so Samuel Ndungu Wanjiku bei den Männern, der 2014 hier nur 2:08:21 brauchte. Bei den Frauen hält die Siegerin von 2016, Sarah Chepchirchir, mit 2:24:13 den Streckenrekord.
Bei den Crosslauf-Weltmeisterschaften 2000 in Vilamoura an der Algarve gewann die Kenianerin Margaret Ngotho Bronze, und bei den Crosslauf-Europameisterschaften 2019 in Lissabon errang der für die Türkei startende Kenianer Aras Kaya zunächst die Silbermedaille, nach Disqualifizierung des Siegers dann die Goldmedaille der Männer.
Vibian Chepkurui lief beim Lissabon-Halbmarathon am 21. November 2021 ihre persönliche Bestzeit (1:08:02).
Auch den Porto-Marathon gewannen mehrmals Läufer aus Kenia, zuletzt 2016 Loice Chebet Kiptoo.
Bei den Kip Keino Classic 2022 wurde Leandro Ramos bester Portugiese, mit seinem 6. Platz im Speerwurf.

### Fußball
Im portugiesischen Nationalsport Fußball haben die Kenianische Fußballnationalmannschaft und die Portugiesische Auswahl bisher noch nicht gegeneinander gespielt (Stand Mai 2017). Auch die Portugiesische Frauen-Nationalmannschaft und die Frauen-Nationalelf Kenias trafen bisher noch nicht aufeinander.

### Rugby
Die Kenianische Rugby-Union-Nationalmannschaft und die Portugiesische Rugby-Union-Nationalmannschaft traten erstmals am 30. Mai 2015 aufeinander. Im Testspiel in den RFUEA Grounds in Nairobi schlugen die Gastgeber die Portugiesen 41:15. Ihre zweite Begegnung, am 12. November 2022 im Qualifikationsspiel zur WM 2023 beim Finalturnier in Dubai, gewannen dann die Portugiesen, mit 85:0.
Auch im 7er-Rugby spielten beide bereits gegeneinander, so bei den World Rugby Sevens Series, als Kenia am 13. Mai 2016 mit 29:14 gewann.